# Camp de Presoners de Pisagua
El Campament de Presoners de Pisagua fa referència a l'ús de diversos espais i instal·lacions de la localitat de Pisagua, a la Regió de Tarapacá, al nord de Xile, com a camp de concentració de presos polítics en dos períodes del segle xx.
El primer camp de presoners es va construir a finals dels anys 1940, durant la presidència de Gabriel González Videla, com a camp de detenció per a comunistes mentre va estar vigent l'anomenada «Ley Maldita». A aquest camp va ser destinat el llavors tinent Augusto Pinochet, qui anys més tard liderà el cop d'estat de 1973 i la dictadura militar imposada a continuació. En els primers dies posteriors a aquest cop militar es va establir el segon camp de presoners per a detenir els partidaris de la Unidad Popular i del govern del president assassinat Salvador Allende. Aquest camp de concentració es va mantenir fins a octubre de 1974.
El Campament de presoners de Pisagua va ser un dels llocs més significatius en què van perpetrar-se violacions dels drets humans durant la dictadura militar. Després del retorn de la democràcia el 1990, es van trobar fosses comunes amb despulles d'executats polítics que van permetre l'obertura d'accions judicials en el que es va denominar Cas Pisagua.

## Durant la presidència de González Videla
El poblat va ser usat com a camp de concentració durant el govern de Gabriel González Videla, qui per mitjà de la Llei de Defensa Permanent de la Democràcia va decretar la il·legalitat del Partit Comunista de Xile. Augusto Pinochet va ser destinat a l'administració d'aquest camp en el qual va haver-hi prop de dos mil presoners en l'etapa més dura. Tant l'aïllament polític, les crítiques de l'oposició i la proximitat de les eleccions parlamentàries, com la qüestionable efectivitat de la mesura, va comportar que el campament fos clausurat el febrer de 1949. Sota el govern de Carlos Ibáñez del Campo el recinte va ser reobert durant un temps per recloure hi la dissidència política.

## Durant la dictadura militar

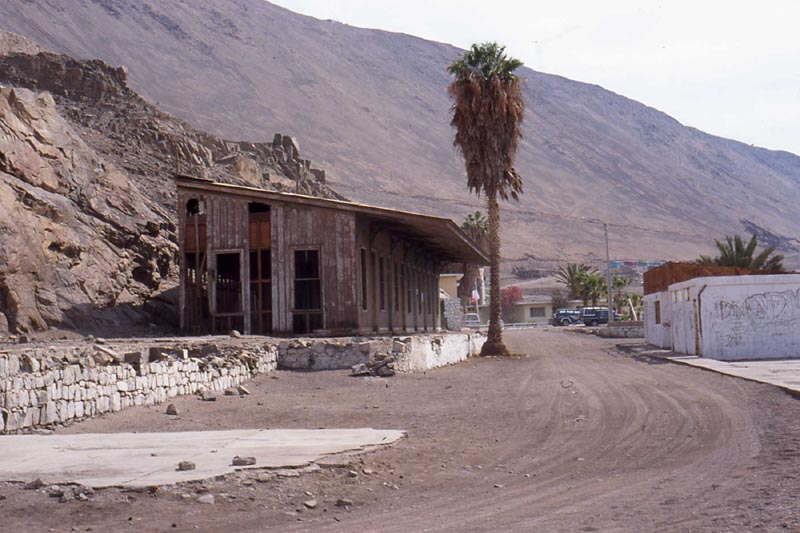
Vista de l'antiga estació de ferrocarril i ruïnes del camp de concentració instal·lat el 1973

El 1973, la localitat de Pisagua, estava composta d'un petit poblat, una base militar i una presó. Després del cop d'estat de l'11 de setembre, a la localitat s'hi va organitzar un camp de concentració per a presoners polítics, pel qual van passar prop de 2.500 persones. El camp estava sota control de la 6a Divisió de l'Exèrcit de Xile al comandament del Tinent Coronel Ramón Larraín Larraín, i d'oficials de servei com Juan Valencia i Plácido Muñoz Faúndez.
La major part dels presoners van ser tancats en les dependències de la presó de Pisagua. Les 26 cel·les (10 d'elles de 2x4 metres), van arribar a recloure 500 presoners homes. Les dones, per la seva banda, romanien tancades en un immoble veí al teatre del poblat.
Mentre va estar en funcionament, no es va permetre cap visita dels familiars dels presoners, com tampoc de la Creu Roja o altres organitzacions humanitàries o religioses. En la dècada de 1980, Pisagua va ser de nou utilitzat, però aquesta vegada per albergar-hi presos polítics en qualitat de bandejats.

### Descobriment de les fosses comunes

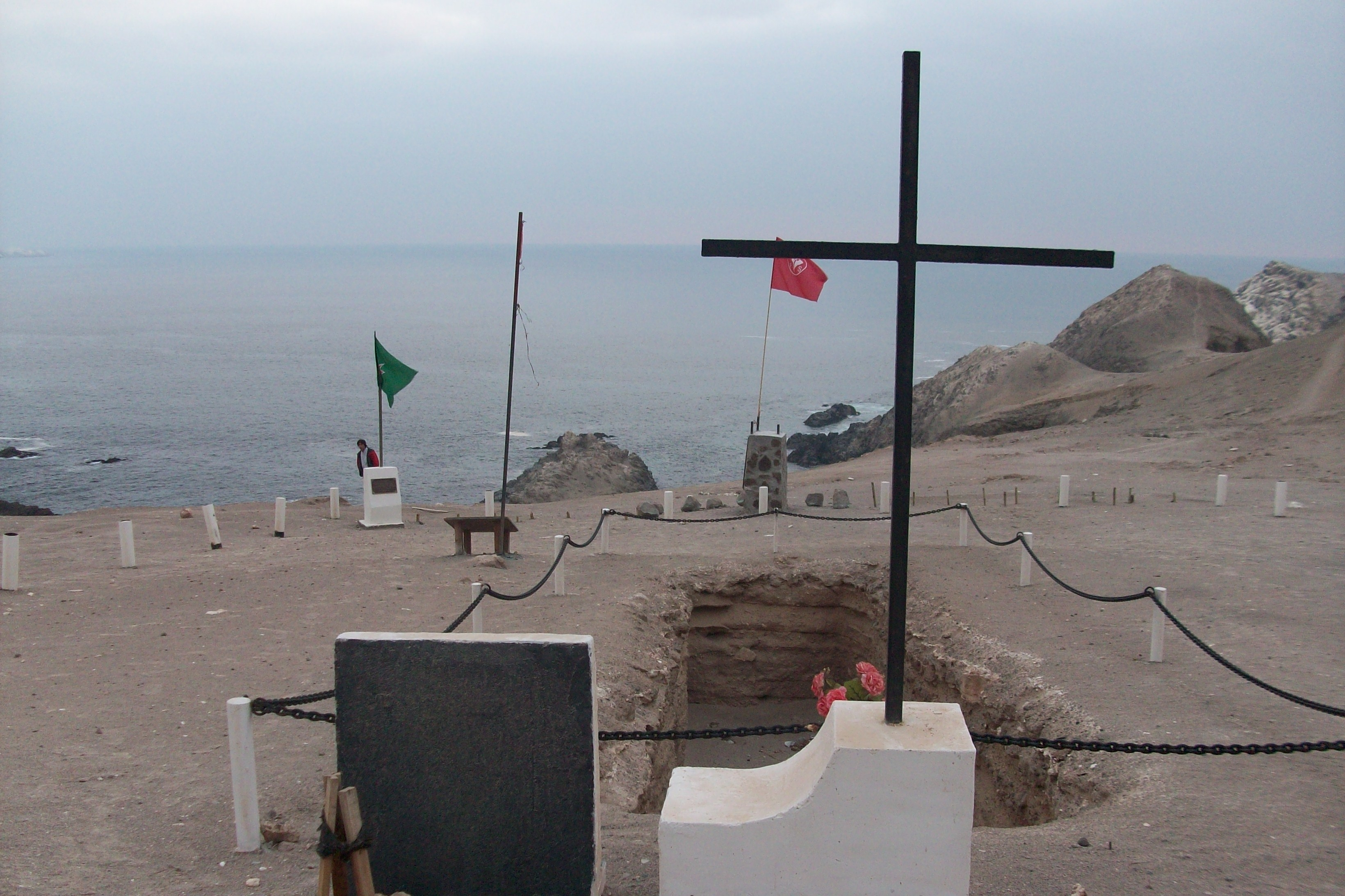
Fossa de Pisagua

El 1990, pocs mesos després del retorn a la democràcia, es va descobrir una fossa comuna al costat del cementiri, que contenia les restes d'almenys 19 presoners que havien estat executats sumàriament per soldats.
Els cadàvers estaven enterrats ordenadament, d'acord amb la data d'execució dels presoners, cadascun dels quals ficat dins d'un sac. Els cossos mostraven impactes de bala, indicis d'haver estat embenats i amb les mans lligades.

La següent és una llista corresponent al 6 de juny de 1990, ordenada per ordre de localització:
1. Nicolás Chanez Chanez
2. Tomás Orlando Cabello Cabello
3. Luis Manríquez Wilde
4. Juan Orlando Rojas Osega
5. Hugo Tomás Martínez Guillén
6. Alberto Amador Yáñez Carvajal
7. Luis Alberto Toro Castillo
8. Nelson José Márquez Agusto
9. Germán Elidio Palominos Lamas
10. Juan Apolinario Mamani García
11. José Rufino Cordova Croxatto
12. Juan Valencia Hinojosa
13. Julio César Cabezas Gacitúa
14. Mario Morris Barrios
15. Humberto Lizardo Flores
16. Luis Alberto Lizardi Lizardi
17. Marcelo Omar Guzmán Fuentes
18. Juan Efraín Calderón Villalon
19. Nom no confirmat

### Tortures
S'estima que prop de 2.500 persones van passar pel camp entre 1973 i 1974, arribant-ne a albergar 500 al mateix temps, la qual cosa excedia notablement la seva capacitat. La majoria dels presoners de Pisagua provenien de les diferents ciutats del nord, molts dels quals estaven presos en el Regiment de Telecomunicacions d'Iquique, això no obstant, altres eren expresoners del Buc Escuela Esmeralda i havien estat portats amb el vaixell de càrrega Maipo, propietat de la Companyia Sud-americana de Vapors.
D'acord amb als testimonis recollits per la Comisó Nacional de Veritat i Reconciliació (Informe Rettig) i la Comissió Nacional sobre Presó Política i Tortura (Informe Valech), durant la seva permanència al camp els presoners van ser sotmesos a tota classe de tortures, vexacions i privacions il·legítimes. Entre les quals:
- Pallisses reiterades, amb punys, peus i elements contundents, especialment durant els interrogatoris
- Lesions corporals i talls, amb diferents eines com a tenalles, corvos i yatagans
- Fractura d'ossos i mutilacions
- Atacs amb gossos
- Cremades de cigarretes
- Simulacres d'afusellament
- Aplicació de descàrregues elèctriques, especialment en zones genitals i a la parrilla: catre metàl·lic on eren amarrats nus els presoners per a ser electrocutats
- Ser enterrats en clots fins al cap a ple sol, orinant-los damunt
- Despullaments a la intempèrie durant el dia per a provocar greus cremades pel sol.
- Agressions sexuals
- Humiliacions i vexacions, com a forma de rompre psicològicament els presoners, per exemple, obligant-los a barallar-se pel menjar

### Nom d'alguns presoners
- Juan Calderón Villalón, Oficial de l'Armada, executat
- Nolberto Jesús Cañas, interventor pesquer, executat
- José R. Córdova Croxato, Administrador del Port d'Iquique, executat
- Marcelo O. Guzmán Fuentes, Educador Sanitari, executat
- Juan Jiménez Vidal, Oficial de l'Armada, executat
- Vladislav Kuzmicic, diputat.
- Humberto Lizardi Flores, Professor, 26 anys, executat l'11 d'octubre de 1973
- Mario Morris Barrios, Oficial d'Aduanes, executat
- Michael Selim Nash Sáez, exrecluta, executat
- Alberto Neumann, metge
- Germán Palominos Lamas, fuster, executat
- Juan A. Ruz Díaz, Funcionari d'Aduanes i Regidor d'Iquique, executat
- José Sampson Ocaranza, Empleat Municipal, executat
- Manuel Sanhueza Mellado, Obrer Industral, executat
- Freddy Taberna Gallegos, Geògraf
- Edmundo Miguel Low Gómez, Obrer de FFCC, pres nou mesos, alliberat el 1974
- Carlos Aranda, Obrer de FFCC, alliberat el 1974
- Luis Rojas Pino, Militant del Partit Socialista, pres deu meseos, alliberat el 1974
- Jorge Navarrete, humorista[7]